# Dibumba I
Dibumba I est une commune de la ville de Tshikapa en république démocratique du Congo. 